# Che scherzo mi fai/Buonasera dottore
Che scherzo mi fai/Buonasera dottore è singolo della cantante italiana Claudia Mori, pubblicato nel 1974.

## Descrizione
Il singolo è stato prodotto da Alessandro Pintus ed è stato pubblicato da Clan Celentano in Italia; negli anni successivi fu pubblicato in Germania Ovest (1975) e Spagna (1976)) dalla Ariola (16377), talvolta con le tracce invertite. L'edizione italiana riporta infatti come lato A il brano Che scherzo mi fai, composto da Gianni Dell'Aglio con testo di Paolo Limiti, tuttavia la popolarità ottenuta dal lato B dopo alcuni passaggi televisivi ha di fatto scalzato ogni interesse, da parte del pubblico, nei confronti del lato A.
Buonasera dottore è un duetto per voce solista femminile e voce recitante maschile.  Il testo, scritto dallo stesso Paolo Limiti e di carattere malizioso, riproduce la telefonata tra una donna e il suo amante. Quest'ultimo, per non farsi smascherare dalla moglie, risponde alle sue frasi passionali con il Lei, chiamandola con l'allocutivo dottore e cercando di parlare il meno possibile e rispondendo con frasi di circostanza, come se parlasse a un suo superiore, da cui poi dovrebbe recarsi con urgenza trovando così il pretesto per uscire di casa e accorrere da lei che muore dalla voglia di abbracciarlo.
La musica, di Shel Shapiro, è di carattere malinconico e arrangiata e diretta da Detto Mariano con l'ausilio di coro e una sezione di archi. La parte della voce maschile viene attribuita all'attore e doppiatore Franco Morgan (che rivelò la sua partecipazione dopo che alcuni avevano pensato che la voce fosse di Alberto Lupo). La canzone era stata proposta a Mina senza che venisse da lei accettata, sicché la scelta dell'interprete cadde sulla signora Celentano.
Lo schema dialogato della canzone feuilleton, particolarmente in auge a metà degli anni settanta, ricorda altri brani dell'epoca, come Parole parole di Mina e Piange... il telefono di Domenico Modugno. Il genere della "telefonata" ebbe poi numerosi emuli anche nell'ambito della canzone erotica, come ad esempio nel caso del brano del 1979 Phone amour di Eve Court ed Enrico Baroni.
Il singolo ebbe un successo notevole, piazzandosi al 1º posto delle classifiche di vendita nella prima settimana di agosto 1975 e mantenendo tale posizione per tutte e quattro le settimane del mese, posizionandosi, infine, al 6º posto della classifica annuale.
Sull'onda del lusinghiero successo raggiunto, l'anno successivo Claudia Mori proporrà un altro duetto, Come una Cenerentola, eseguito con l'aiuto della voce recitata di Marcello Mastroianni, tuttavia questo singolo non ripeterà i risultati di vendita del precedente.

## Tracce
Italia (1974) e Spagna (1976)
1. Che scherzo mi fai – 2:48 (testo: Paolo Limiti – musica: Gianni Dall'Aglio)
2. Buonasera dottore – 3:58 (testo: Paolo Limiti – musica: Shel Shapiro)

Durata totale: 6:46
Germania (1975)
1. Buonasera dottore – 3:58 (testo: Paolo Limiti – musica: Shel Shapiro)
2. Che scherzo mi fai – 2:48 (testo: Paolo Limiti – musica: Gianni Dall'Aglio)

Durata totale: 6:46

## Crediti
- Claudia Mori - voce
- Alessandro Pintus - produzione
- Detto Mariano - arrangiamenti, direzione d'orchestra

## Classifiche

### Classifiche settimanali
| Classifica (Agosto 1975) | Posizione |
| ------------------------ | --------- |
| Italia                   | 1         |

### Classifiche annuali
| Classifica (1975) | Posizione |
| ----------------- | --------- |
| Italia            | 6         |

## Edizioni
- 1974 - Che scherzo mi fai/Buonasera dottore (Clan Celentano, CLN 2600, 7"), Italia
- 1975 - Buonasera dottore/Che scherzo mi fai (Ariola, 16 377 AT , 7"), Germania
- 1974 - Che scherzo mi fai/Buonasera dottore (Ariola, 16.377, 7"), Spagna

## Cover
- Nel 1975/76 Raimondo Vianello e Sandra Mondaini parodiano la canzone Buonasera dottore all'interno della trasmissione televisiva (di nuovo) Tante scuse.
- Nel 1986, Mina, nonostante la precedente rinuncia, canta una cover di Buonasera dottore, eseguendo la canzone un'ottava più in basso, affidandosi ad arrangiamenti più sobri e includendola nell'album Sì, buana.
- Nel 1996, dopo averla proposta nello show televisivo Anima mia, Claudio Baglioni la incide con Sabina Ciuffini in Anime in gioco, ribaltando stavolta il ruolo tra i due amanti.
- Nel 2002, una parodia viene proposta in TV da Fiorello e Luciana Littizzetto.
- Sempre nel 2002 una parodia viene incisa da Luca e Paolo e pubblicata come singolo in 12" e CD da Do It Yourself Entertainment.
- Nel 2008 il comico, attore e cantante Giuseppe Castiglia ne ha proposto una sua versione, dal titolo Buonasera ragioniere, pubblicata nel suo album Terzo.